# Willy Grossmann
Willy Grossmann (ur. 26 stycznia 1901 w Lichtenbergu, data i miejsce śmierci nieznane) – niemiecki pielęgniarz i policjant, uczestnik akcji T4, członek personelu obozu zagłady w Treblince.

## Życiorys
W latach 1929–1939 pracował jako pielęgniarz w różnych szpitalach psychiatrycznych, m.in. na zamku Hubertusburg w Wermsdorf. Był członkiem NSDAP.
W 1939 roku, a według innych źródeł latem 1940 roku został powołany w szeregi policji porządkowej. Niedługo później przydzielono go do personelu akcji T4, czyli tajnego programu eksterminacji osób psychicznie chorych i niepełnosprawnych umysłowo. Służył jako strażnik w „ośrodkach eutanazji” na Zamku Sonnenstein nieopodal Pirny oraz w Hadamarze. Zimą 1941/42 roku w mundurze Organizacji Todt przebywał na froncie wschodnim (okolice Smoleńska). Oficjalnie jego zadaniem była ewakuacja rannych żołnierzy do szpitali tyłowych. Do Niemiec powrócił wiosną 1942 roku. Przez krótki czas ponownie pełnił służbę na Zamku Sonnenstein.
Podobnie jak wielu innych weteranów akcji T4 został przeniesiony do okupowanej Polski, aby wziąć udział w eksterminacji Żydów. Nastąpiło to w sierpniu lub wrześniu 1942 roku. Po uprzednim przeszkoleniu w obozie SS w Trawnikach dołączył do personelu obozu zagłady w Treblince. Według Kurta Franza pełnił służbę zarówno na terenie „dolnego”, jak i „górnego” obozu. Miał także uczestniczyć w przyjmowaniu transportów na rampie. On sam zeznał natomiast po wojnie, że jednym z jego zadań było nadzorowanie komanda, którego zadaniem było grzebanie zwłok zagazowanych ofiar. Twierdził, że po pewnym czasie służba ta okazała się ponad jego siły, stąd został przeniesiony do komanda zajmującego się kopaniem masowych grobów. W Treblince przebywał do momentu likwidacji obozu w listopadzie 1943 roku.
Po powrocie z Treblinki przebywał krótko w Berlinie. W grudniu 1943 roku w ślad za większością weteranów akcji „Reinhardt” został przeniesiony do Einsatz R operującej na wybrzeżu Adriatyku. Zadaniem tej jednostki była likwidacja miejscowych Żydów oraz walka z jugosłowiańską i włoską partyzantką. Pełnił służbę w okolicach Triestu. Przez pewien czas strzegł również magazynu amunicji w Tolmezzo w prowincji Udine.
Po wojnie zamieszkał w Niemczech Zachodnich. Był jednym z podejrzanych w śledztwie przeciwko członkom załogi Treblinki, które Centrala Badania Zbrodni Narodowosocjalistycznych w Ludwigsburgu wszczęła w 1959 roku. Akt oskarżenia przeciwko niemu i trzynastu innym esesmanom został wniesiony 29 stycznia 1963 roku. Grossmannowi zarzucono pomocnictwo w morderstwie, jednakże ze względu na zły stan zdrowia został ostatecznie uznany za niezdolnego do udziału w procesie. Wystąpił jedynie jako świadek na procesie załogi Treblinki w Düsseldorfie (1964–1965).